# Lilla Mickelgårds
Lilla Mickelgårds är en bebyggelse norr om Visby på Gotland. Från 2015 till 2020 avgränsade SCB här en småort.